# Caminho de Ferro Transaariano
O Caminho de Ferro Transaariano foi um projeto francês para construir uma linha ferroviária que atravessaria a Argélia para sul, até à África subsaariana. O seu propósito original era ligar minas de carvão e impulsionar o comércio no norte de África, unir o Império Francês e estabelecer ligação entre co norte de África e a África subsaariana mediante a conexão do sistema ferroviário existente da Argélia Francesa com os sistemas da África Ocidental Francesa. 

## História
O plano para a linha ferroviária foi proposto pela primeira vez em 1879. O Parlamento francês atribuiu 800 000 francos para uma expedição, mas a expedição Flatters, assim chamada devido ao seu líder Paul Flatters, não teve êxito, pois a equipa de reconhecimento foi massacrada pelos tuaregues em 1881. Um engenheiro, A. Duponchel, foi o criador do grande plano; em 1900, o jornal francês Le Matin anunciou que o plano ia avançar por iniciativa privada após uma longa campanha de promoção desenvolvida por Pierre Paul Leroy-Beaulieu.
No entanto, só com o governo da França de Vichy é que o projeto se promoveu ativamente. Considerava-se como uma forma de fortalecer a integridade do Império Francês e o espírito da nação francesa no seu conjunto.
O caminho de ferro oferecia numerosos benefícios. Proporcionaria uma ligação rápida com o Sudão Francês e punha os recursos sudaneses ao alcance da França. Para além disso, supunha-se que iria transformar a região e convertê-la em líder na produção de algodão e produtos agrícolas. A produção pecuária e a produção de arroz aumentariam drasticamente, beneficiando assim a sociedade e a economia.
A Segunda Guerra Mundial coincidiu com a construção da ferrovia, o que levou a que se construísse com mão de obra escrava entre 1941 e 1942. Os campos de trabalhos forçados estavam dispersos por todo o país e o projeto de caminho de ferro transaariano permitiria ligá-los. Judeus, exilados republicanos espanhóis e outros prisioneiros foram obrigados a trabalhar na construção da linha. Os trabalhadores "sofriam de má alimentação e alojamento, e viviam em péssimas condições sanitárias. Os guardas infligiam torturas e atrocidades perante a mínima infração das normas; os trabalhadores não eram tratados como seres humanos. Muitos morreram por causa de abusos físicos; muitos mais morreram por tifo, ou simplesmente por esgotamento e fome".
Por fim, a linha de caminho de ferro transaariano, que projetava construir mais de 2000 km e atravessar o grande deserto, não foi concluída; só uma pequena parte das linhas, cerca de 62 km, foi implementada. A construção parou em 1944 por falta de dinheiro, e em 1945 foi definitiva e oficialmente anulada.